# كيرك أرتشيبيكو
كيرك أرتشيبيكو (بالإنجليزية: Kirk Archibeque)‏ مواليد 27 سبتمبر 1984 في دورانغو، هو لاعب كرة سلة أمريكي. بدأ مسيرته الاحترافية في سنة 2009. يلعب مع تورو زغورجيلتس كلاعب وسط. يحمل الرقم 33. يبلغ طوله 6 قدم 9 بوصة (2.1 م).

## المسيرة الاحترافية
لعب مع نادي ستاروجارد جدانسكي لكرة السلة في موسم 2010–2011، ثم لعب مع نادي جلونا غورا لكرة السلة في موسم 2011–2012، ثم لعب مع روسا رادوم في موسم 2013–2014، ثم لعب مع تورو زغورجيلتس في سنة 2016.

## روابط خارجية
- كيرك أرتشيبيكو على موقع كرة السلة الأوروبية.كوم (الإنجليزية)
- كيرك أرتشيبيكو على موقع كلية كرة السلة في سبورتس رفرنس.كوم (الإنجليزية)
- كيرك أرتشيبيكو على موقع ريلجم (الإنجليزية)
- كيرك أرتشيبيكو على موقع بروبوليرز (الإنجليزية)